# USS Conyngham (DD-371)
USS Conyngham (DD-371) là một tàu khu trục lớp Mahan được Hải quân Hoa Kỳ chế tạo vào giữa những năm 1930. Nó là chiếc tàu chiến thứ hai của Hải quân Hoa Kỳ được đặt tên theo Gustavus Conyngham (1744-1819), một sĩ quan hải quân từng tham gia Chiến tranh Cách mạng Hoa Kỳ. Nó đặt căn cứ tại Thái Bình Dương, hoạt động tuần tra và hộ tống trước và trong Chiến tranh Thế giới thứ hai, đã có mặt tại Trân Châu Cảng vào lúc diễn ra cuộc tấn công vào ngày 7 tháng 12 năm 1941, nhưng đã không chịu hư hại hay thương vong, và đã hoạt động cho đến khi chiến tranh kết thúc. Conyngham được cho ngừng hoạt động năm 1946, và sau khi được sử dụng vào việc thử nghiệm bom nguyên tử tại đảo san hô Bikini, nó bị đánh đắm ngoài khơi California năm 1948.

## Thiết kế và chế tạo
Conyngham được đặt lườn vào ngày 19 tháng 9 năm 1934 tại Xưởng hải quân Boston ở Boston, Massachesetts. Nó được hạ thủy vào ngày 14 tháng 9 năm 1935, được đỡ đầu bởi bà A. C. G. Johnson; và được đưa ra hoạt động vào ngày 4 tháng 11 năm 1936 dưới quyền chỉ huy của Hạm trưởng, Trung tá Hải quân G. C. Hoover.

## Lịch sử hoạt động
Conyngham thực hiện chuyến đi chạy thử máy của nó đến nhiều cảng Châu Âu vào mùa Xuân năm 1937, và sau khi được đại tu tại Boston, Massachusetts, nó lên đường đi San Diego, California nơi nó bắt đầu thực hành và huấn luyện từ ngày 22 tháng 10. Hoạt động dọc theo vùng bờ Tây, quần đảo Hawaii và vùng biển Caribe cho đến ngày 2 tháng 4 năm 1940, nó rời San Diego để đi Trân Châu Cảng, làm nhiệm vụ tuần tra. Vào tháng 3 năm 1941, nó thực hiện chuyến đi đến Samoa, Fiji và Australia, rồi quay trở lại các hoạt động tại chỗ ngoài khơi Trân Châu Cảng.
Vào ngày 7 tháng 12 năm 1941, khi Hải quân Nhật bất ngờ tấn công căn cứ này, Conyngham đang neo đậu tại bến X-8, East Loch, bên mạn phải của một nhóm tàu khu trục bao gồm USS Reid, USS Tucker, USS Selfridge và USS Case vốn đang cập theo mạn chiếc tàu tiếp liệu khu trục USS Whitney. Chúng đã nổ súng vào các máy bay Nhật tấn công, bắn rơi nhiều chiếc. Sau đó chiếc tàu khu trục tiếp tục tuần tra từ Trân Châu Cảng suốt tháng 12, và sau một đợt đại tu ngắn tại Xưởng hải quân Mare Island, nó làm nhiệm vụ hộ tống vận tải cho tàu bè đi lại giữa vùng bờ Tây và New Hebrides. Đến tháng 6 năm 1942, nhiệm vụ này bị ngắt quãng khi nó tham gia hộ tống các tàu sân bay trong trận Midway, tham chiến trong các ngày 4 đến 6 tháng 6.
Conyngham quay trở lại nhiệm vụ hộ tống từ ngày 16 tháng 10 năm 1942, khi nó khởi hành từ Trân Châu Cảng để hộ tống cho tàu sân bay Enterprise hoạt động tại khu vực Tây Nam Thái Bình Dương. Nó đã bảo vệ cho các tàu sân bay trong Trận chiến quần đảo Santa Cruz vào ngày 26 tháng 10. Đến ngày 2 tháng 11, nó bắn phá Kokumbona, một làng trên đảo Guadalcanal, và đang khi cơ động ở tầm gần đã va chạm với một tàu khu trục khác. Hư hại được sửa chữa tạm thời tại Nouméa và được hoàn tất tại Trân Châu Cảng. Nó quay trở lại Espiritu Santo vào ngày 4 tháng 2 năm 1943 tiếp nối các hoạt động hỗ trợ cho Chiến dịch Guadalcanal. Vào ngày 7 tháng 2, nó bắn phá Doma Cove, và trong năm tháng tiếp theo đã tiếp tục nhiệm vụ tuần tra và hộ tống giữa các căn cứ ở Nam Thái Bình Dương và Australia.
Conyngham đã bắn pháo hỗ trợ cho Chiến dịch Chronicle, cuộc đổ bộ lên các đảo Woodlark và Kiriwina ngoài khơi New Guinea từ ngày 1 đến ngày 3 tháng 7 năm 1943, và đến ngày 23 tháng 8 đã bắn phá Finschhafen, New Guinea. Vào ngày 4 tháng 9, nó bảo vệ cho cuộc đổ bộ lên Lae, New Guinea, nơi nó bị ba máy bay ném bom tấn công và bị hư hại bởi những quả bom ném suýt trúng. Sau khi được sửa chữa nhanh, nó quay trở lại Finschhafen vào ngày 22 tháng 9 để hỗ trợ cho cuộc đổ bộ, rồi lên đường đi Brisbane, Australia. Chiếc tàu khu trục quay trở lại hoạt động trong cuộc đổ bộ lên Arawe, New Britain vào ngày 15 tháng 12, lên mũi Gloucester vào ngày 26 tháng 12, và lên Saidor, New Guinea vào ngày 2 tháng 1 năm 1944. Nó tiếp tục làm nhiệm vụ tại khu vực New Guinea, ngoại trừ một giai đoạn sửa chữa tại Australia vào tháng 1 năm 1944, cho đến khi nó khởi hành vào tháng 3 để đại tu tại San Francisco, California.
Quay trở về Majuro vào cuối tháng 5 năm 1944, Conyngham khởi hành cùng với Lực lượng Đặc nhiệm 58, làm nhiệm vụ hộ tống các thiết giáp hạm cho các chiến dịch tại quần đảo Mariana. Vào ngày 13 tháng 6, nó tham gia bắn phá Saipan, và tiếp tục ở lại khu vực Mariana làm nhiệm vụ bắn pháo hỗ trợ, tuần tra và hộ tống cho đến tháng 8. Sau khi hộ tống các con tàu chuẩn bị quay trở về Philippines, chiếc tàu khu trục đi đến vịnh Leyte vào ngày 4 tháng 11 bảo vệ cho lực lượng tăng viện. Nó bị một thủy phi cơ bắn phá vào ngày 16 tháng 11, làm bị thương 17 người và làm hư hại nhẹ con tàu. Vào ngày 7 tháng 12, nó bảo vệ cho cuộc đổ bộ lên vịnh Ormoc dưới sự không kích mạnh mẽ của đối phương, và đến ngày 11 tháng 12 lại đi vào vịnh Ormoc một lần nữa cùng lực lượng tăng viện.
Đi đến Manus vào ngày 23 tháng 12 năm 1944 để được tiếp liệu, Conyngham khởi hành đi Hollandia để tham gia lực lượng hộ tống cho một đoàn tàu vận tải hướng đến Leyte và để đổ bộ lên vịnh Lingayen. Tại đây nó tham gia việc bắn phá chuẩn bị, và sau khi diễn ra cuộc đổ bộ vào ngày 9 tháng 1 năm 1945 đã tiếp tục tuần tra cho đến ngày 18 tháng 1. Nó đi vào vịnh Subic từ ngày 22 tháng 7 để được đại tu, và tiếp tục ở lại đây cho đến khi chiến tranh kết thúc. Sau khi được sử dụng như một mục tiêu cho việc thử nghiệm bom nguyên tử tại đảo san hô Bikini trong khuôn khổ Chiến dịch Crossroad vào năm 1946, Conyngham được cho xuất biên chế vào ngày 20 tháng 12 năm 1946 và bị đánh đắm ngoài khơi bờ biển vào ngày 2 tháng 7 năm 1948.

## Phần thưởng
Conyngham được tặng thưởng mười bốn Ngôi sao Chiến trận do thành tích phục vụ trong Chiến tranh Thế giới thứ hai.